# Подборная (река)
Подборная — река в России, протекает в Пермском районе Пермского края. Длина реки составляет 11 км.
Начинается в липовом лесу на западном склоне Иван-Горы. Течёт в северном направлении мимо пионерского лагеря «Заря», деревень Гамово и Заречная. Устье реки находится в 3,5 км по правому берегу реки Большая Усолка. В Заречной на реке устроены два пруда. Основной приток — Малая Усолка — впадает слева.

## Данные водного реестра
По данным государственного водного реестра России относится к Камскому бассейновому округу, водохозяйственный участок реки — Кама от Камского гидроузла до Воткинского гидроузла, речной подбассейн реки — бассейны притоков Камы до впадения Белой. Речной бассейн реки — Кама.
Код объекта в государственном водном реестре — 10010101012111100014035.